# فاراليموماب
فاراليموماب هو جسم مضاد وحيد النسيلة فأري محفز للمناعة.